# Aberdeenshire (hrabstwo historyczne)
Aberdeenshire (także Aberdeen, gael. Siorrachd Obar Dheathain) – hrabstwo historyczne w północno-wschodniej Szkocji, z ośrodkiem administracyjnym w Aberdeen.
Terytorium hrabstwa rozciągało się z północnego wschodu na południowy zachód na długości około 135 km, od wybrzeża Morza Północnego po Grampiany. Długość linii brzegowej wynosiła blisko 100 km. Na zachodzie graniczyło z hrabstwami Banffshire i Inverness-shire, a na południu z Perthshire, Angus (Forfarshire) i Kincardineshire. W regionie nadmorskim teren nizinny, w środkowej części hrabstwa – pagórkowaty, na południowym zachodzie górzysty (najwyższy szczyt – Ben Macdui, 1309 m n.p.m.). Główne rzeki – Dee, Don, Ythan, Ugie i Deveron.
Pod koniec XIX wieku na terenie hrabstwa rozwinięte było rolnictwo, w szczególności hodowla bydła, rybołówstwo oraz wydobycie granitu. Największym miastem było Aberdeen (w 1899 roku wydzielone z hrabstwa, ustanowione miastem na prawach hrabstwa). Innymi większymi miejscowościami były Alford, Ballater, Braemar, Ellon, Fraserburgh, Huntly, Inverurie, Kintore, Newmachar, Peterhead oraz Turriff. Powierzchnia hrabstwa w 1887 roku wynosiła 5064 km², w 1951 roku – 5070 km² (6,6% terytorium Szkocji). Liczba ludności w 1887 roku – 267 990, w 1951 roku – 144 800 (2,8% całkowitej populacji Szkocji).
Hrabstwo zlikwidowane zostało w wyniku reformy administracyjnej w 1974 roku, włączone do nowo utworzonego regionu Grampian. Od 1996 roku terytorium hrabstwa znajduje się w granicach jednostek administracyjnych (council area) Aberdeen City i Aberdeenshire. Ta ostatnia zajmuje obszar większy od historycznego hrabstwa, w tym tereny sąsiedniego Kincardineshire oraz fragment Banffshire.